# Kaja Kallas
Kaja Kallas (Tallinn, Sovjet-Unie, 18 juni 1977) is een Estse politica en sinds december 2024 de Hoge vertegenwoordiger van de Unie voor buitenlandse zaken en veiligheidsbeleid. Eerder was zij onder meer lid van het Europees Parlement (2014–2018) en de eerste vrouwelijke premier van Estland (2021–2024). Kallas behoort tot de Eesti Reformierakond, waarvan ze tussen 2018 en 2024 de voorzitter was.

## Loopbaan
Kallas is de dochter van voormalig premier Siim Kallas. Aan het eind van de jaren negentig studeerde ze rechten aan de Universiteit van Tartu.
Bij de verkiezingen van 2011 werd ze als lid van de liberale partij Eesti Reformierakond verkozen om plaats te nemen in de Riigikogu, het Estische parlement. Ze had hierin, met uitzondering van haar zwangerschapsverlof tussen november 2011 en juli 2012, zitting tot 18 juni 2014. In de Riigikogu was ze voorzitter van de commissie economische zaken. Ze nam in 2014 deel aan de Europese verkiezingen, waarvoor ze werd gesteund door haar vader, die zichzelf daarom niet herkiesbaar stelde. Kallas werd verkozen tot lid van het Europees Parlement.
In het Europees Parlement hoorde ze bij de liberale fractie. Ze zat enkele maanden in de commissie begroting. Ze maakte deel uit van de delegatie in de Parlementaire Vergadering Euronest en sinds 22 oktober 2014 de commissie industrie, onderzoek en energie. Ze was plaatsvervangend lid van de commissie interne markt en consumentenbescherming en de delegatie voor de betrekkingen met de Verenigde Staten, en ondervoorzitter van de delegatie in de parlementaire samenwerkingscommissie EU-Oekraïne.
Kallas verliet het Europees Parlement op 4 september 2018 om voorzitter te worden van de Reformierakond. Onder haar leiding won de partij bij de verkiezingen van 3 maart 2019 28,8% van de stemmen, goed voor 34 zetels in de Riigikogu.

### Premierschap
Nadat premier Jüri Ratas in januari 2021 vroegtijdig opstapte na een corruptieschandaal, vormde Kallas een nieuwe regeringscoalitie tussen haar eigen Reformierakond en de Centrumpartij. Hiermee werd ze de eerste vrouwelijke premier van Estland. Haar eerste kabinet trad op 26 januari 2021 aan en was bijna anderhalf jaar aan de macht. In juni 2022 zette Kallas de ministers van de Centrumpartij uit haar regering, nadat die partij bij een parlementaire stemming steun had gegeven aan de rechtse oppositiepartij EKRE. Deze stemming ging over het verplichten van de Estse taal in het basisonderwijs, terwijl een kwart van de bevolking in Estland van Russische afkomst is. De regering van Kallas ging kortstondig verder als minderheidskabinet, enkel nog bestaande uit de Reformierakond, maar al snel werd (met goedkeuring van president Alar Karis) een nieuwe meerderheidscoalitie gesmeed met Isamaa en de Sociaaldemocratische Partij. Het tweede kabinet-Kallas ging op 18 juli 2022 van start en bleef aan tot na de parlementsverkiezingen van 2023. Bij deze verkiezingen wist de Reformierakond onder leiding van Kallas 31,2% van de stemmen te veroveren en bleef zij met 37 zetels veruit de grootste partij van Estland. Op 17 april 2023 presenteerde Kallas haar derde kabinet, waarin naast haar eigen partij ook de sociaaldemocraten en de liberale partij Eesti 200 vertegenwoordigd waren.

### EU-buitenlandvertegenwoordiger

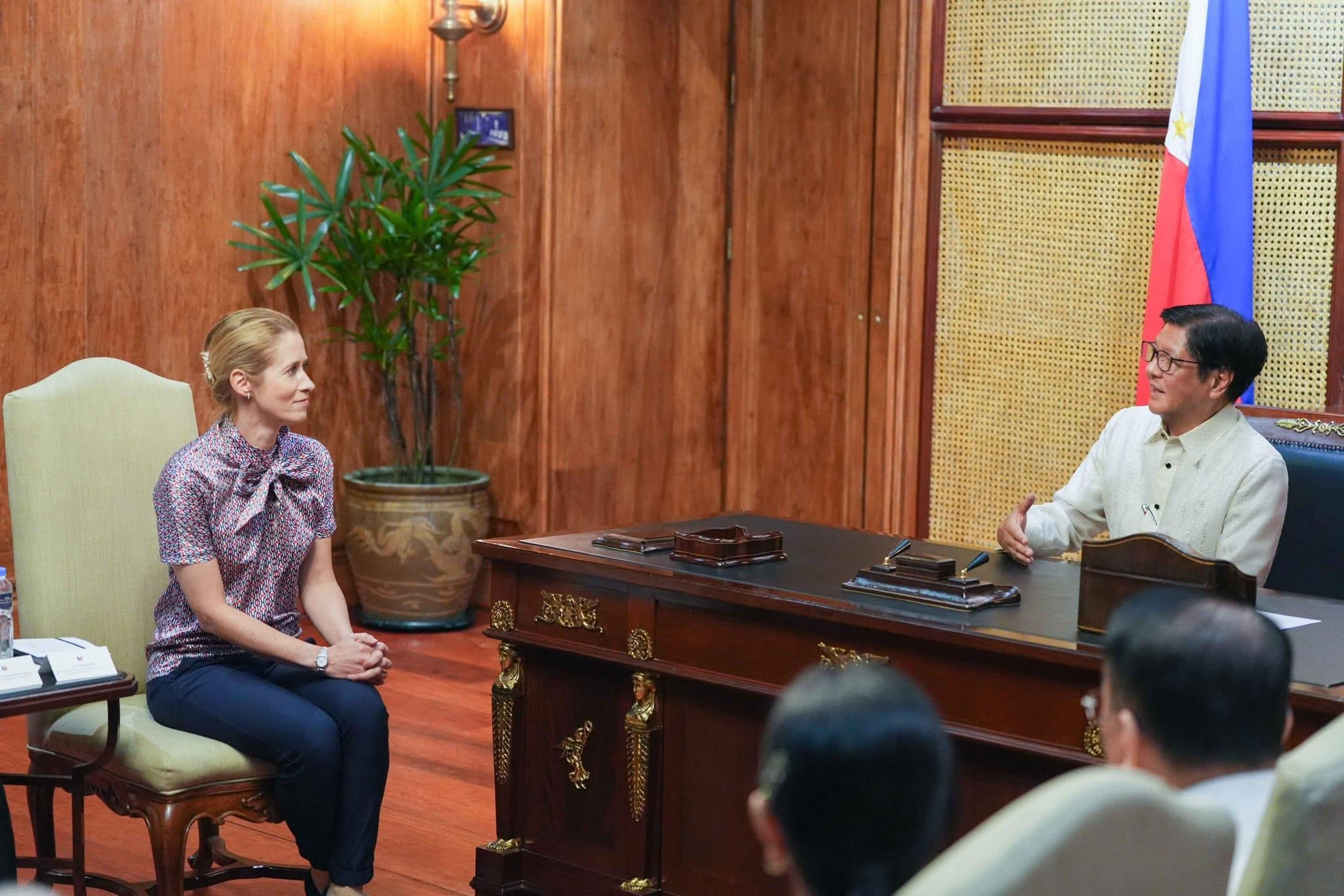
Kallas ontmoette de Filipijnse president Ferdinand Marcos jr. in Manilla in 2025.

Kaja Kallas geldt als een van de grootste voorvechters van sancties tegen Rusland in de Russisch-Oekraïense Oorlog. Ze vergaarde daarmee aandacht op het internationale politieke toneel. In 2023 werd ze genoemd als een serieuze kandidaat om secretaris-generaal van de NAVO te worden, maar deze functie werd uiteindelijk ingenomen door Mark Rutte. In 2024 werd Kallas wel naar voren geschoven als Hoge vertegenwoordiger van de Unie voor Buitenlandse Zaken en Veiligheidsbeleid. Vanwege die benoeming trad ze op 23 juli 2024 af als premier van Estland. Op 1 december van dat jaar trad ze in Brussel officieel in functie. Ze werd daarmee ook een van de vicevoorzitters van de Europese Commissie.